# Lądowisko Polanów
Lądowisko Polanów – lądowisko śmigłowcowe w Polanowie, w województwie zachodniopomorskim. Przeznaczone jest do wykonywania startów i lądowań śmigłowców o dopuszczalnej masie startowej 5700 kg.
Śmigłowiec Mi-2 strzeże bezpieczeństwa kompleksów leśnych znajdujących się pod opieką Regionalnej Dyrekcji Lasów Państwowych w Szczecinku. Wyposażony jest w tzw. Bambi Bucket – specjalny kosz o pojemności 500 litrów, z którego wprost na źródło pożaru zrzucana jest woda.
Zarządzającym lądowiskiem jest Nadleśnictwo Polanów z siedzibą w Polanowie, ul. Żwirowa 12 a. W roku 2013 zostało wpisane do ewidencji lądowisk Urzędu Lotnictwa Cywilnego pod numerem 193